# Никольский (Тюменская область)
Никольский — посёлок в Ишимском районе Тюменской области России. Входит в состав Карасульского сельского поселения.

## История
До 1917 года входил в состав Карасульской волости Ишимского уезда Тюменской губернии. По данным на 1926 год состоял из 29 хозяйств. В административном отношении входил в состав Карасульского сельсовета Жиляковского района Ишимского округа Уральской области.

## Население
| 2010 |
| ---- |
| 435  |

По данным переписи 1926 года в посёлке проживало 164 человека (75 мужчин и 89 женщин), в том числе: русские составляли 87 % населения, белоруссы — 6 %.
Согласно результатам переписи 2002 года, в национальной структуре населения русские составляли 85 % из 447 чел.